# Deutsch-Französisches Studienkomitee
Das Deutsch-Französische Studienkomitee (französisch: Comité Franco-Allemand d'Information et de Documentation; auch: Mayrisch-Komitee) wurde 1926 von dem luxemburgischen Stahlindustriellen Emil Mayrisch und dem Publizisten und Politiker Pierre Viénot gegründet. Es diente der Verständigung zwischen Deutschland und Frankreich.

## Geschichte
Die Entstehung hing zeitlich und personell auf das engste mit der Herausbildung von internationalen Wirtschaftskartellen zusammen, die sich um ein deutsch-französischen Kern gruppierten. Dem Internationales Stahlkartell, dem Stickstoffkartell, dem Farbenkartell und dem Kalikartell. Edgar Stern-Rubarth bezeichnete diese Kartelle als ein „förmliches Industriebündnis“ zwischen Deutschland und Frankreich.
Das Komitee mit Sitz in Paris unterhielt zwei Informationsbüros in Berlin und Paris, die Gustav Krukenberg (Paris) und Pierre Viénot (Berlin)
leiteten, und organisierte Sitzungen und Besprechungen. Dem Komitee gehörten ausschließlich Männer an. Politiker wurden nicht aufgenommen, bis auf wenige Ausnahmen wie Franz von Papen. Mehr als die Hälfte der Mitglieder waren Großindustrielle und Wirtschaftsführer, hauptsächlich der Chemie- und Elektroindustrie. Die Schwerindustrie blieb in der Minderheit. 30 % gehörten dem Adel an. Unter den Übrigen dominierten Hochschullehrer, hohe Staatsbeamte und Intellektuelle.
Infolge der Weltwirtschaftskrise kam die Aktivität ab 1930 zum Erliegen, aber 1932/33 wurde nochmals ein Verständigungsversuch über eine deutsch-französische Zollunion und eine Absprache über südosteuropäische Marktanteile bei Stahl unternommen.
Auf einer Besprechung am 29./30. April 1932 boten Carl Bosch, Hermann Bücher und Clemens Lammers ihren französischen Partnern eine Zusammenarbeit der Generalstäbe für eine Entente gegen die Sowjetunion an.
Guido Müller führt das Ende des Young-Plans und damit der Reparationen auf eine Industrielleninitiative des Studienkomitees zurück, bei der Carl Bosch und Hermann Bücher „eine Beendigung der Reparationen als Voraussetzung für eine erfolgreiche Abwehr der nationalsozialistischen und kommunistischen Gefahr in Deutschland“ gefordert hatten.
Ende 1938 löste sich das Studienkomitee freiwillig auf.
Es ist zu trennen von dem Cercle de Colpach, zu welchem Émile Mayrischs Gattin Aline seit den 1920er Jahren regelmäßig einlud und welcher sich philosophischen, wissenschaftlichen, weltanschaulichen und kulturellen Fragen, vor allem zwischen Deutschland und Frankreich und deren Nachbarländern Belgien und Luxemburg, widmete.

## Vorsitzende
- Emil Mayrisch bis zu seinem Tod 1928
- Alfred von Nostitz-Wallwitz (sächsischer Minister a. D.)
- Charles-François Laurent (ehemaliger französischer Botschafter in Berlin)

## Mitglieder aus der Wirtschaft

### Deutsche
- Bruno Bruhn (Vorstandsmitglied bei Krupp)
- Hermann Bücher (AEG)
- Felix Deutsch (AEG)
- August Diehn (Generaldirektor des Kalisyndikats)
- Abraham Frowein
- Karl Haniel
- Louis Hagen (Bankier des Bankhauses A. Levy in Köln)
- Franz von Mendelssohn (Bankier des Bankhauses Mendelssohn & Co. in Berlin)
- Ernst Poensgen
- Walter Simons
- Ernst von Simson (Aufsichtsratsmitglied der I.G. Farben)
- Emil Georg von Stauß (Generaldirektor der Deutschen Bank)
- Max Warburg
- Tilo Freiherr von Wilmowsky (Krupp)
- Edgar Schlubach (Hamburger Generalkonsul und Reedereibesitzer)

Der auf Anregung des Auswärtigen Amtes beigetretene Fritz Thyssen verließ das Komitee nach wenigen Monaten und machte dies durch eine Pressemitteilung öffentlich.

### Französische
- René Duchemin (Kuhlmann-Chemiewerke, Präsident des Confédération générale de la production française)
- Étienne Fougère (Seidenindustrieller)
- Théodore Laurent (Vizepräsident des Comité des Forges)
- Pierre Lyautey (Direktor des Association de l'Agriculture et de l'Industrie)
- Louis Marlio (Vorsitzender des Pechiney-Konzerns, des französischen und internationalen Aluminiumkartells sowie des Chambre syndicale des Forces hydrauliques)
- Henry Peyerimhoff de Fontenelle (Präsident des Comité central des houillères de France)
- Lucien Romier (Präsident des Société d'économie nationale)
- John dal Piaz (Reedereibesitzer, Präsident der Compagnie Générale Transatlantique, 1928 gestorben)
- Edmé Sommier (Zucker-Großindustrieller)
- René Debrix (Generaldirektor des Allgemeine Elsässische Bankgesellschaft)
- Jacques Seydoux (Botschafter)

Die Stahlindustriellen Schneider-Creusot und François de Wendel zogen ihre zugesagte Mitgliedschaft wieder zurück.

## Weitere Mitglieder
- Christian Schreiber (katholischer Bischof von Berlin)